# Entenhausen
Entenhausen ist eine fiktive, (je nach Zeichner und Kontext) mittelgroße Stadt bis Metropole der Disney-Comics. Zu seinen Bewohnern gehören die Figuren um Donald Duck und Micky Maus. Entenhausen stellt damit die zusammenfassende deutsche Übersetzung der im englischen Original als Duckburg und Mouseton bezeichneten Städte dar.

## Duckburg, Mouseton, St. Erpelsburg und Hundshausen
Anders als in der deutschsprachigen Bearbeitung leben Micky Maus und Donald Duck in den meisten anderssprachigen Ausgaben (so auch im Original) in verschiedenen Städten. Deshalb treten sie auch nur selten zusammen in einer Geschichte auf. Während sich die Ducks in Duckburg befinden, leben Micky und Minnie Maus sowie Goofy, Rudi Ross und Klarabella Kuh in Mouseton; der erst sehr viel später erfundene Darkwing Duck lebt in St. Erpelsburg (engl. St. Canard), wobei der dort auftretende Gizmoduck aus Duckburg stammt.
Auch in den italienischen Geschichten, die heute einen Großteil der in Deutschland veröffentlichten Storys darstellen,  leben die Ducks und die Mausens in verschiedenen Städten, Paperopoli und Topolinia.
In der Serie Goofy & Max wohnen Goofy und sein Sohn Max (noch) nicht in Mouseton, sondern in der Stadt Hundshausen (engl. Spoonerville), die laut dem aus der Serie entstandenen Kinofilm offenbar mit Columbus in Ohio identisch ist.

## Namensgebung
Der Name der Stadt Entenhausen stammt von Erika Fuchs, der englische Name Duckburg von Carl Barks. Als Nachbarstädte von Entenhausen werden im Deutschen oft Gansbach (entsprechend laut der unten erwähnten Scarpa-Zeichnung Los Angeles), Quackenbrück und Erpelshausen oder Erpelstedt genannt.

## Geographische Lage

### Calisota
In der Geschichte Donald Duck and the Gilded Man (dt. Jagd nach der Roten Magenta), die am 2. September 1952 veröffentlicht wurde, lässt Barks einen Postbeamten eine Adresse erwähnen, in der Calisota (ein Kofferwort aus California und Minnesota) als der Bundesstaat genannt wird, in dem Duckburg (dt. Entenhausen) liegt. Die anerkanntesten Theorien gehen von Kalifornien als möglichem Standort Entenhausens aus. In der deutschen Übersetzung wird kein Bundesstaat genannt.
Barks verwendete den Begriff Calisota zur Festlegung der geographischen Lage Entenhausens nur ein einziges Mal. Die durch den Namen ausgedrückte Doppelnatur der Stadt zieht sich jedoch durch sein gesamtes Werk, auch ohne dass der Begriff ausdrücklich genannt werden musste.
Barks’ Nachfolger wie beispielsweise Don Rosa griffen den fiktiven Bundesstaat später wieder auf und verwendeten ihn in ihren Duck-Comics. In der 1994 erschienenen Geschichte The Invader of Fort Duckburg (dt. Der Eroberer von Fort Entenhausen) etwa zeigte Don Rosa eine Landkarte, die Calisota eindeutig den Platz des nördlichen Kaliforniens einnehmen lässt, wobei sich Entenhausen annähernd dort befindet, wo in der Realität die Stadt Eureka liegt.
In der deutschen Übersetzung von The Gilded Man wird Calisota nicht erwähnt. Tatsächlich scheint Entenhausen sich in der klassischen Übersetzung von Barks’ Geschichten durch Dr. Erika Fuchs nicht in den USA, sondern in Deutschland zu befinden. So werden beispielsweise auf einem Autobahnschild in der Geschichte Wappen oder Zahl die Städte Frankfurt  am Main, Hamburg oder Basel erwähnt. Entsprechend findet Calisota auch in den Geschichten anderer Zeichner – darunter die oben genannte Don-Rosa-Geschichte – keine Erwähnung. In der deutschen Geschichte Mit achtzig Talern um die Welt ist eine Landkarte der Stadt Los Angeles im US-Bundesstaat Kalifornien als Ausgangsposition einer Weltreise zu sehen.

### Weitere Orte in den USA (Los Angeles, San Francisco, Eureka)
Barks meinte einmal, dass Entenhausen in der Nähe des kalifornischen Burbank (im Los Angeles County, nicht zu verwechseln mit dem gleichnamigen Burbank im Santa Clara County) liege, da dort das Hauptquartier der Disneystudios stand. Dies wird ferner durch ein Bild in einem Comic unterstützt, als Donald Duck von Piraten über die Planke gejagt wird und ausruft: „I want back to Burbank!“. Im Deutschen wurde Burbank mit Entenhausen übersetzt. Im Titelbild einer Micky-Geschichte von Romano Scarpa scheint Entenhausen mit San Francisco identisch zu sein.
Durch die Stadt fließt der Fluss Gumpe (engl.: Tulebug River), der an dieser Stelle in den Pazifik zu münden scheint und mit dem Sacramento (oder vielleicht sogar dem passenderen Feather River) in unserer Welt identisch sein könnte. Zumindest Don Rosas Hinweis, dass ein genauer Vergleich einer von ihm im zehnten Kapitel seiner Reihe Onkel Dagobert – Sein Leben, seine Milliarden (The Invader of Fort Duckburg, dt. Der Eroberer von Fort Entenhausen) gezeichneten Landkarte mit einer handelsüblichen kalifornischen Küstenkarte dem Duckforschenden angeblich einen „passenden“ Ort für Entenhausen aufzeigen würde, scheint auf die kalifornische Stadt Eureka als Pendant unserer Welt hinzudeuten; da Rosa zur selben Gelegenheit aber auch verlautbaren ließ, dass sich in unserer Welt am selben Ort keine Stadt befinde, ist wohl eher das unbesiedelte Mündungstal des Feather Rivers gemeint.
Laut der in der 41. Folge der Fernsehserie DuckTales – Neues aus Entenhausen (Time Teasers / dt.: Als die Zeit stillstand) zu sehenden Landkarte scheint Entenhausen plötzlich in etwa mit Charleston, der Hauptstadt des Bundesstaates West Virginia, identisch zu sein.
In der sechsten Episode der italienischen Crossover-Geschichte Der Tierkreisstein (im deutschen Sprachraum in den Lustigen Taschenbüchern 156 und 157 erschienen) werden die Entenhausen-Standorte auf einer Landkarte in der Nähe der Disneyland-Resorts eingezeichnet: Paperopoli (die italienische Übersetzung von Duckburg) in Kalifornien und Topolinia (Mouseton) in Florida.

### Italienisch- und deutschsprachiger Raum
Der Großteil derjenigen Disneygeschichten, die im Taschenbuch-Format erscheinen – im deutschsprachigen Raum die Reihen Lustiges Taschenbuch und eine Anzahl heute eingestellter Heftreihen wie Donald Duck,  sowie deren Nebenreihen, nicht aber das Micky-Maus-Magazin, das im größeren Format erscheint – werden aufgrund ihrer dortigen Popularität schon seit Mussolinis Zeiten in Italien produziert. Aus diesem Grund wird Entenhausen in Geschichten in diesem Format auf Landkarten zuweilen (wenn auch selten) auch in Italien verortet.
Deutsche Donaldisten nehmen aufgrund des hohen Sprachniveaus der Fuchsschen Übersetzungen oft an, bei der Duck-Sippe handele es sich um „Teutonen“ und Entenhausen läge in Deutschland.

### „Stella Anatium“
Eine andere Donaldisten-Fraktion beruft sich auf die Weiten des Universums bzw. der Quantentheorie, wonach es Entenhausen aller Wahrscheinlichkeit nach real gebe (bei entsprechender Größe des Universums bzw. der Anzahl an existierenden Paralleluniversen steige schließlich die Wahrscheinlichkeit der Existenz für alles Mögliche und Unmögliche), allerdings fern von uns im selben Universum oder in einer anderen Dimension, auf einem Planeten, der dementsprechend „Stella Anatium“ (dt.: Entenstern) getauft wurde.

## Stadtteile
Durch den vom Berliner Kartografen Jürgen Wollina herausgegebenen Entenhausener Stadtplan lässt sich eine Reihe von Stadtteilen und Bezirken zuordnen, die allesamt auf Angaben von Carl Barks und Erika Fuchs beruhen. Hier eine Auswahl:

### Innenstadt
- Holländisches Viertel (Altstadt mit Rathaus)
- Oberstadt
- Unterstadt
- Messegelände
- Kummersdorf
- China-Viertel

### Weitere Stadtteile
- Westend
- Ganselstedt
- Mühlwald
- Herzogshain
- Hasenheide
- Entenhausen Ost/Schnabelweid
- Großflughafen Entenhausen
- Flughafen Entenhausen und Militärflugplatz

### Angrenzende Orte
Angrenzende, teils kleinere Orte oder Vorwerke sind u. a.:
- Gänseburg (mit dem Kreis Gänseburg als Teilenklave im Kreis Entenhausen)
- Antenweiler
- Antenbüttel
- Antengrün
- Kirchenlamitz
- Gantenfurth
- Gösselstadt an der Gumpe

## Stadtplan
Nach 13 Jahren Forschungsarbeit präsentierte Jürgen Wollina im April 2008 den einzig wahren Stadt- und Umgebungsplan von Entenhausen beim 31. Kongress der D.O.N.A.L.D. in Bielefeld, im Herbst 2008 wurde der Stadtplan erstmals veröffentlicht.

## Währung
Als fiktive Währung Entenhausens wurde von Erika Fuchs in der ersten deutschsprachigen Micky Maus in den fünfziger Jahren im Deutschen der altdeutsche Taler mit der dezimalen Unterwährung Kreuzer (1 Taler = 100 Kreuzer) eingeführt. Fuchs orientierte sich im Wert bzw. in der Kaufkraft dabei am amerikanischen Original, wo dollar stand, und setzte stets 1 Dollar = 1 Taler, woraus sich aufgrund damaliger Verhältnisse in der deutschen donaldistischen Forschung die bis heute verwendete Annahme, 1 Taler = 4 D-Mark durchsetzte. Im internationalen Donaldismus ist umstritten, ob es sich beim so genannten Duckburg Dollar tatsächlich um den US-Dollar oder um eine eigenständige Währung handelt; lediglich der deutsche Donaldismus geht hier im Großen und Ganzen mit der Annahme, Entenhausen liege in Deutschland, bis heute einen konsequent durchgehaltenen deutschen Sonderweg.

## Wissenschaft
Die Geisteswissenschaft ist in Entenhausen mit dem aus Wien stammenden Universalgelehrten Professor Primus von Quack, einem Verwandten der Ducksippe, und dem Historiker Prof. Zapotek vertreten, die Naturwissenschaften mit Daniel Düsentrieb und dem Physiker Professor Marlin. Die Professoren Marlin und Zapotek arbeiten beide im Entenhausener Museum, in dessen Keller eine geheim gehaltene, von Marlin erfundene Zeitmaschine versteckt ist, mit der Micky und Goofy oft auf Zeitreisen gehen, um strittige Fragen der Geschichtswissenschaft und Archäologie zu klären; diese Zeitmaschine besitzt auch ein Modul, mit dem eine Verständigung der Zeitreisenden in der Ankunftsortsprache möglich wird (wobei wohl ein dem Adams’schen Babelfisch verwandtes Prinzip zugrunde liegt). Häufig gibt es auch Streite zwischen Marlin und Zapotek.

## Geschichte
Angeblich gründete Sir Francis Drake 1579 im damaligen Nova Albion („Neu-England“) an der Westküste der späteren Vereinigten Staaten auf dem sog. Glatzenkogel (Kill Mole Hill, später, nach Erfindung des Automobils, Kill Motor Hill) das Fort Drachenfels (Fort Drake Borough, siehe His Majesty, McDuck von Don Rosa, deutsch: Seine Majestät Dagobert I.), das auch noch Ende des 18. Jahrhunderts bestand und zu dem Zeitpunkt von der englischen Armee als Stützpunkt im Kampf gegen spanische Truppen genutzt wurde.
Zu dieser Zeit kam der Handlungsreisende Emil Erpel (Cornelius Coot) vorbei, um Mais und Popcorn zu verkaufen, dem die den Stützpunkt aufgebenden Engländer das Fort überließen; durch die explosionsartige Demonstration der Umwandlung des Maises in Popcorn wurden die belagernden spanischen Truppen, in der Annahme, die englische Artillerie rücke an, ebenfalls in die Flucht geschlagen. Erpel benannte daraufhin das ihm zugefallene Fort im Englischen von Drake Borough zu Duckburg (Fort Entenhausen) um und gründete an der Stelle die Ortschaft gleichen Namens. Statuen des Stadtgründers zeigen ihn daher immer beim stolzen Darreichen einiger Maiskolben.
1898 traf der verarmte Enkel des Stadtgründers, Emanuel Erpel (Casey Coot), in Dawson, Alaska auf den schottischen Goldsucher Dagobert Duck, dem er die Ortschaft für den Preis einer Rückfahrkarte in die Heimat („Reichen 200 Dollar?“) verkaufte.
Die wirkliche Stadtentwicklung Entenhausens setzte somit erst um die Jahrhundertwende ein, als der nun reich gewordene Dagobert Duck dort im Jahre 1902 seinen Hauptwohnsitz nahm. Während einer Schlacht, die zwischen ihm und dem damaligen Präsidenten Theodore Roosevelt aufgrund eines Missverständnisses innerhalb weniger Tage entbrannte, die auf der einen Seite mit den gesamten Land- und Seestreitkräften der Vereinigten Staaten, auf der anderen mittels der physischen Einzelteile des Forts als ballistischen Waffen („Achtet auf den Nordturm!“ – „Wieso? Hält sich dort ein Schütze versteckt?“ – „Nein, ich meine es ganz wörtlich … ah, da kommt er ja schon …“) geführt wurde, wurde letzteres total vernichtet, bevor der Kampf schließlich durch den berüchtigten Jähzorn von Dagoberts Schwester Dortel (Hortense) entschieden wurde. Armee und Flotte wurden in die Flucht geschlagen, was sich um 1905 in Panama wiederholen sollte. Durch die Zerstörung des alten Forts war nun Platz für den Bau von Dagoberts gigantischem, aus Beton bestehenden Geldspeicher auf dem Glatzenkogel, den er damals gerade einmal mit seiner ersten Milliarde füllen konnte und der in der Folge, da er das Stadtbild bis heute dominiert, zum Wahrzeichen Entenhausens wurde.
In einer Geschichte (Sein goldenes Jubiläum) wird erklärt, dass Entenhausen nach Dagobert Ducks Eintreffen plötzlich einen enormen Wachstumsanstieg erlebte. Deshalb wurden viele der ursprünglichen Gebäude überbaut, um den aufkommenden Wolkenkratzern als Fundament zu dienen. Mit dem Resultat, dass unter dem modernen Entenhausen immer noch viele der alten Häuserfassaden existier(t)en.
Dies war die Version von Don Rosa, die auf den Geschichten von Carl Barks basiert. Sie wird allgemein anerkannt, ist jedoch bei weitem nicht die einzige Version zur Geschichte der Stadt.

## DasFähnlein Fieselschweifund seinSchlaues Buch
Das erwähnte Missverständnis war daraus entstanden, dass Dagobert das noch junge „Fähnlein Fieselschweif“ aus seinem Hauptquartier, dem Fort, vertrieben hatte, das sich daraufhin „an höchster Stelle“ beschwerte; in diesem Zusammenhang ist auch erwähnenswert, dass, wie nur wenige wissen, sich für einige Jahrhunderte unterhalb des Forts Entenhausen in einer Geheimkammer die letzten vollständigen Abschriften des gesamten in Buchform überlieferten Wissens der legendären antiken Bibliothek von Alexandria samt allem seitdem dazugekommenen Wissen befanden.
Als diese Kammer von Dagobert und seinen Großneffen Tick, Trick und Track (Huey, Dewey und Louie) um 1950 wiederentdeckt wurde, waren diese Bücher aufgrund von Schädlingsbefall bereits vollkommen vernichtet; einzig ein Buch, in das alles Wissen der Bibliothek übertragen worden war, das um 1800 nicht anderweitig in irgendwelchen Büchern verzeichnet war, hatten Emil Erpel und seine ersten Siedler in einer sicheren Metalltruhe verwahrt, die der seit 1930 reichste Mann der Welt und seine Großneffen allerdings leer vorfanden.
Emil Erpels Sohn, Emelrich Erpel, der Gründer des Fähnleins Fieselschweif, dem auch Dagoberts Großneffen angehören, hatte nämlich auf seiner Grundlage, allerdings in Unkenntnis seiner Herkunft, die Erstausgabe des legendären Schlauen Buches der Pfadfinderorganisation erarbeitet, das in der Folge unter dem Lektorat der jeweiligen L.E.S.E.R.A.T.T.E., sprich der Leitende Erkenntnisse Sammelnden Eminenz Richtig Angewandter Theorien und Tiefschürfender Erkenntnisse mit allem weiteren modernen Wissen angereichert wurde. Aufgrund seines enormen Inhalts ist daher von einer speziellen, extrem dünnen und zugleich aber reißfesten Papiersorte auszugehen; da alle Mitglieder des Fähnleins Fieselschweif bei Eintritt in das Fähnlein den Eid leisten müssen, das Buch niemals einem Außenstehenden zugänglich zu machen, ist auch eine Geheimschrift denkbar, die unter Umständen eine starke räumliche Verdichtung des Inhalts möglich machen könnte.
Mit diesen Vorkenntnissen ist weder sonderlich überraschend, dass im amerikanischen Original das Emblem der Junior Woodchucks (ein ineinanderverschlungenes J und W) dem Siegel der antiken Bibliothek von Alexandria nachgebildet ist (das den ibisgestaltigen Gott Thot, den Ahnherren der ägyptischen Schriftkunde, darstellte), das in der Folge von allen unbewussten Hütern der Bibliothek in Unkenntnis seiner Bedeutung einfach weitertradiert worden war, bis es schließlich auf dem um 1800 entstandenen Buch Emil Erpels prangte, noch, dass das Schlaue Buch vollständige Wörterbücher und Lautschrifttranskriptionen lebender wie toter Sprachen und Schriften inklusive des Linear A enthält (s. etwa The treasury of Croesus in WDC #601-603, deutsch: Die Botschaft der Säulen in MM 2-4/95 und OD16) und bei jeder Schatzsuche und bei jedem Abenteuer (vor allem mittels der in ihm enthaltenen tiefschürfenden und detailreichen Geschichtsdarstellungen) von großem Nutzen ist.

## Der Geldspeicher
Der Geldspeicher (engl.: Money Bin) ist das deutlichste Wahrzeichen der Stadt und gehört Dagobert Duck. Er befindet sich oft auf einem Hügel, auf dem nach Rosa früher das Fort Entenhausen lag. Bei einigen Zeichnern liegt der Speicher aber auch auf flachem Gelände mitten in der Stadt. Dagobert Duck lagert dort sein Geld und andere Wertsachen.
Er wird oftmals verschiedenfarbig gezeichnet. So ist er in neueren Comics meist blau grundiert. An den Seiten sind gelbe quadratische Flächen angebracht und an der Front über dem Eingang befindet sich im Gegensatz dazu eine schwarze Fläche. Darin ist ein roter Kreis mit den Initialen „DD“ zu sehen. Auf dem Dach befindet sich eine rote runde Kuppel, auf der ein Antennenmast angebracht ist.
In alten Comics ist ein bauartgleicher Geldspeicher anzufinden, der allerdings insgesamt grau gehalten ist, und an dessen Front ein gelber Kreis mit ebenfalls gelben Initialen angebracht ist.
Wenn man durch das Alarmsystem hindurchgegangen ist, das von Daniel Düsentrieb immer wieder erneuert wird, gelangt man über eine Treppe in das Büro von Fräulein Rührig. Dies ist meist sehr schlicht gehalten. Danach gelangt man durch eine Tür in das Büro von Dagobert Duck. Zu seinem Büro gehört das einzige Fenster des Geldspeichers, das an der Frontseite liegt. So kann er immer sehen, wer in seinen Speicher hineingelangen möchte. Von Fräulein Rührigs Zimmer aus kann man auch in den Tresorraum gelangen, den größten Teil des Geldspeichers, worin Dagobert Ducks fast gesamtes Fantastilliarden-Vermögen gelagert ist. Zudem befindet sich dort ein Sprungbrett, welches Dagobert nutzt, um in sein Geld zu springen und darin zu baden. Hier und in seinem Büro finden die meisten Handlungen im Speicher statt.
In seinem Büro befindet sich auch eine Falltür, die sein Alarmsystem ergänzt. Außerdem bewahrt er in manchen Geschichten auch eine Menge an Geld in seinem Büro auf. Daran anschließend ist zu erwähnen, dass Dagobert Duck des Öfteren an Platzmangel leidet. Meist geschieht das einmal im Monat, wenn die Monatseinnahmen in seinen Speicher gelangen.
Dauerhafter Einrichtungsgegenstand ist eine käseglockenförmige Vitrine, in der Dagobert seinen Glückstaler aufbewahrt, in manchen Geschichten heißt dieses Geldstück auch Glückszehner, Glückskreuzer oder Nummer Eins. Diese Vitrine steht ab und zu im Tresorraum, meistens aber im Büro.